# Pocollay (distrito)
Pocollay é um distrito do Peru, departamento de Tacna, localizada na província de Tacna.
CRIAÇÃO POLITICA:
Foi
criado pela Lei nº 13.069 datada de 15 de janeiro de 1959.
SITUAÇÃO GEOGRÁFICA:
Ela se estende ao longo de 23 km aprox. e inclui os distritos
de Pocollay, Calana e Pachia, 94, 14 e 18 km da cidade de Tacna,
respectivamente.
Area (Km2) 265.65 
Densidade Populacional (Hab/Km2) 58.4 
ETIMOLOGIA:
Significa "terra de Pukos" (potes)
DESCRIÇÃO:
O povo de Pocollay era um elegante lugar residencial das familias
importantes da cidade de Tacna na época do Vice-reino e nos primeiros anos da
República. 
Por sua localização estratégica, o vale de Pocollay
torna-se um importante centro de suporte ao circuito comercial que liga os
centros de mineração do Alto Peru (Potosi) e do porto da região (Arica).
A mais antiga manifestação humana em Tacna, que remonta a
10.000 anos aC, que foi comprovado por restos humanos encontrados em uma
caverna perto na Toquepala.
Depois de um longo intervalo de tempo, nos encontramos fortemente
com populações estabelecidas nos vales e nas praias (período de expansão).
Estes populações tinham conhecimento avançado da agricultura, cerâmica,
agricultura, exploração mineral, etc., e as relações entre a área de estudo (Vale
de Pocollay) eo Altiplano eram intensos.

DESCRIÇÃO SUMÁRIA DO DISTRITO (paisagens):
Pocollay é caracterizada por um clima agradável, cercado por uma área verde
e campo fértil, ruas de extrema tranquilidade cercado por casas modernas e
cerca de 20% são constituídos por casas com características do pasado com
adobe, além de construções modernas, que abriga complexo arqueológico chamado
"las peañas" e centros de entretenimento como o Parque Perú. Quando
uma variedade de restaurantes rústicos ea chamada “rota do vinho” e licores típicos
no distrito. 

## Transporte
O distrito de Pocollay é servido pela seguinte rodovia:
- PE-40, que liga o distrito de Tacna à fronteira tripartita  com Bolívia e Chile - Marco Fronteiriço Tripartito, entre o distrito de Palca, General Lagos e Charaña  (Rota A-93 no Chile e a Rota 19 na Bolívia).[1][2][3]